# Alexander Welitsch
Alexander Welitsch (geboren als Alexander Asgaruh 15. Januar 1906 in Skopje, Osmanisches Reich; gestorben 21. Oktober 1991 in Stuttgart) war ein deutscher Opernsänger in der Stimmlage Bariton.

## Leben
Alexander Asgaruh studierte zunächst in seiner Heimat und ging dann  zur weiteren Ausbildung an die Musikhochschule Hannover. Im Jahr 1936 wurde Welitsch als Erster Bariton in das Ensemble der Staatsoper Stuttgart aufgenommen. In der Spielzeit 1941/42 sang er am Stadttheater Königsberg, 1942 bis 1944 an der Wiener Volksoper. Nach Kriegsende wurde er 1946 erneut in Stuttgart engagiert und gehörte bis 1957 zum Ensemble der Staatsoper, er war dem Haus noch bis 1963 als Gast verbunden. 
Welitsch gab Gastspiele an der Staatsoper Wien, am Teatro Massimo in Palermo und am Teatro Liceu Barcelona, an der Staatsoper München und beim Maggio Musicale Fiorentino, an der Oper von San Francisco, und an der Grand Opéra Paris. Er war als Gast außerdem in Barcelona, Chicago, Neapel, Rom und Rio de Janeiro tätig.
Zu seinen wichtigsten Rollen zählten der Scarpia in Tosca, der Golaud in Pelléas et Mélisande von Debussy, der Escamillo in Carmen, der Danton in Dantons Tod von Gottfried von Einem und die vier Dämonen in Hoffmanns Erzählungen. In Stuttgart sang er 1950 den Don Juan in der Uraufführung der Oper Don Juan und Faust von Hermann Reutter. 
Welitsch trat auch als Konzert- und Oratoriensänger auf. Er war mit der dramatischen Sopranistin Inge Borkh (1921–2018) verheiratet, mit der er auch gemeinsame Tonaufnahmen produzierte. Er lebte nach Abschluss seiner Karriere mit ihr am Bodensee in der Schweiz.